# Pascal Lino
Pascal Lino (Sartrouville, Yvelines, 13 d'agost de 1966) va ser un ciclista francès que fou professional entre 1988 i 2001.
Es va donar a conèixer al Tour de França de 1992, en què portà el mallot groc durant deu etapes i acabà cinquè a la general, sent considerat la nova promesa del ciclisme francès, tot i que mai acabà d'explotar en aquest sentit. El seu principal èxit fou la victòria d'etapa en el Tour de l'any següent.
L'abril de 1999 fue suspès durant dos mesos i rebé una multa del seu equip, el Big Mat, per intentar fer ús de corticoides sense avisar l'equip mèdic.

## Palmarès
- 1988
  - Vencedor d'una etapa de la Volta a Grècia
- 1989
  - 1r al Tour de l'Avenir
  - Vencedor d'una etapa del Critèrium Internacional
- 1992
  - 1r al Sis dies de Bordeus (amb Peter Pieters)
- 1993
  - Vencedor d'una etapa del Tour de França
- 1998
  - 1r a la París-Camembert
  - 1r a la Copa de França de ciclisme

### Resultats al Tour de França
- 1990. 23è de la classificació general
- 1991. 70è de la classificació general
- 1992. 5è de la classificació general.  Porta el mallot groc durant 10 etapes
- 1993. 43è de la classificació general. Vencedor d'una etapa
- 1994. 11è de la classificació general
- 1996. Abandona (6a etapa)
- 1997. Abandona (15a etapa)
- 1998. 78è de la classificació general
- 2000. 112è de la classificació general
- 2001. 87è de la classificació general

### Resultats a la Volta a Espanya
- 1991. 35è de la classificació general
- 1994. 14è de la classificació general